# Continue (Musical Instrument Digital Interface)
Le continue est un message MIDI permettant de reprendre la lecture d'une séquence.

## Format et type
- Format : 11111011 (FBH)
- Type : system real time message

## Description
Lors de l'appui sur la touche continue de l'unité maître, ce message est envoyé aux unités esclaves. Certains séquenceurs regroupent les fonctions start et continue sous la forme d'une seule et unique touche de lecture. Dans ce cas, un ordre de lecture à partir du début du morceau provoque l'émission d'un message start, tandis qu'un ordre de lecture à partir de tout autre point provoque l'émission d'un message continue. Les unités esclaves doivent attendre la réception d'un message d'horloge MIDI pour se synchroniser à partir de la position à laquelle elles s'étaient arrêtées. Afin de leur laisser le temps de réagir (c'est-à-dire de ne pas manquer le premier message d'horloge), le message continue doit être espacé d'au moins une milliseconde par rapport au timing clock suivant.
La redondance des messages start, stop et continue est ignorée par les unités réceptrices. Pour maintenir une parfaite synchronisation entre plusieurs unités MIDI, il est indispensable d'accorder la priorité aux quatre messages real time suivants : timing clock, start, stop et continue. Ainsi, un instrument émetteur (séquenceur…) pourra exceptionnellement les faire passer avant n'importe quel message (note-on, note-off…), voire les insérer entre deux octets MIDI d'un même message.